# Cezary Michalski
Pour les articles homonymes, voir Michalski.
Cezary Michalski (né en 1963) est un écrivain et journaliste polonais.

## Biographie
Il a étudié les lettres polonaises à l'université Jagellonne de Cracovie, puis au département d'études slaves de l'université Paris IV.
Il a été membre des rédactions des magazines et revues Brulion et Debata, et a publié des textes dans Arcana, Fronda et Tygodnik Literacki (le cas échéant sous le pseudonyme de « Marek Tabor »). 
Dans les années 1994–1996, il a travaillé à la rédaction culturelle de la télévision publique (TVP).
Il a ensuite travaillé avec Radio Plus, TV Puls, Życie et Tygodnik Solidarność (pl), ainsi qu'avec le quotidien Dziennik Polska-Europa-Świat (pl).
Il a obtenu en 2008 le prix Beata-Pawlak pour sa série de Lettres d'Amérique (publiée dans les colonnes de Dziennik).
Il est marié à la philosophe Agata Bielik-Robson, après avoir été l'époux de l'écrivaine et femme politique Manuela Gretkowska.

## Publications
- Ezoteryczne źródła nazizmu (Les Sources ésotériques du nazisme), 1993
- Powrót człowieka bez właściwości (Le Retour de l'homme sans propriété), Varsovie 1997
- Ćwiczenia z bezstronności  (Exercices d'impartialité), Cracovie 1999
- Ministerstwo prawdy  (Le Ministère de la vérité), Cracovie 2000
- Siła odpychania (Force de répulsion), 2002
- Jezioro Radykałów (Le Lac des radicaux), 2004
- Gorsze światy (Des mondes pires), Lublin, Fabryka słów, 2006
- Ja Palikot (Moi Palikot), 2010. Livre d'entretien avec Janusz Palikot
- Życie umysłowe i uczuciowe (La Vie mentale et émotionnelle), 2010. Livre d'entretien avec Jadwiga Staniszkis
- Historia pokolenia (Histoire d'une génération),  Poltext 2019 (Livre d'entretien avec Grzegorz Schetyna)